# ساندرا آسون
ساندرا آسون (اسپانیایی: Sandra Azón‎؛ زادهٔ ۱۲ نوامبر ۱۹۷۳) قایقران قایق بادبانی اهل اسپانیا است.